# Ernst Josef Pöppl
Ernst Josef Pöppl (* 29. Juni 1932 in Tegernsee, Landkreis Miesbach; † 2. April 2021) war ein deutscher Verwaltungsangestellter und Politiker (CSU). Von 1985 bis 1987 war er Mitglied des Bundestages.

## Leben
Pöppl besuchte die Volksschule und absolvierte von 1947 bis 1949 eine handwerkliche Lehre. Beruflich war er zunächst als Dreher, Technischer Zeichner und Teilkonstrukteur tätig. Von 1951 bis 1955 studierte er am Mozarteum in Salzburg. Dem schloss er ein Fernstudium (Maschinenbau) an. Ab 1953 war er mit Luise Pöppl, geborene Bleibinger, verheiratet. Das Paar bekam eine Tochter (Petra). 1959 trat Ernst Josef Pöppl als Angestellter in den Verwaltungsdienst der Regierung von Oberbayern ein. Er arbeitete dort bis 1985 und war für Rehabilitation und Behinderteneinrichtungen zuständig.
Pöppl war Bezirksvorsitzender der Arbeitnehmer-Union (CSA) in Oberbayern und CSA-Landesvorstand; zudem CSA-Kreisvorsitzender in Dachau.
Er war katholisch, trat 1971 in die CSU ein. Er war in seinem Wohnort Dachau deren Ortsvorstand, Kreisvorstand und wurde auch in den Vorstand des CSU-Bezirkes Oberbayern gewählt. Ab 1984 war er Kreistagsmitglied im Landkreis Dachau. Er wirkte auch als Delegierter des Parteitages und des Landesparteienausschusses.
Pöppl rückte am 15. April 1985 über die Landesliste der CSU für den ausgeschiedenen Abgeordneten Walter Althammer in den Deutschen Bundestag nach. Er gehörte diesem bis zum Ende der Wahlperiode 1987 an.